# Stazione di City Hospital
La stazione di City Hospital ( in inglese britannico City Hospital railway station) è una stazione ferroviaria che fornisce servizio a Belfast, contea di Antrim, Irlanda del Nord. Attualmente le linee che vi passano sono la Belfast-Newry, la Belfast-Bangor e soprattutto la Dublino-Belfast, che però non fa fermata qui. La ferrovia fu aperta il 6 novembre 1986.

## Ubicazione
La stazione si trova, come suggerisce il nome, vicino all'ospedale di Belfast ed è una delle quattro stazioni del centro della città.

## Treni
Da lunedì a sabato c'è un treno ogni mezzora verso Portadown o Newry in una direzione e verso Bangor o Belfast nell'altra, con treni aggiuntivi nelle ore di punta. Di domenica c'è un treno per ogni direzione ogni ora. Sulla linea per Larne ci sono pochi servizi giornalieri, così come per quella per Derry. In entrambi casi la frequenza è di un treno ogni due ore, che aumenta a uno all'ora la domenica.

## Servizi ferroviari
- Intercity Dublino–Belfast
- Belfast-Newry
- Belfast-Bangor
- Belfast-Derry
- Belfast-Larne

## Servizi
- Biglietteria self-service
- Distribuzione automatica cibi e bevande